# Kerkheuvel

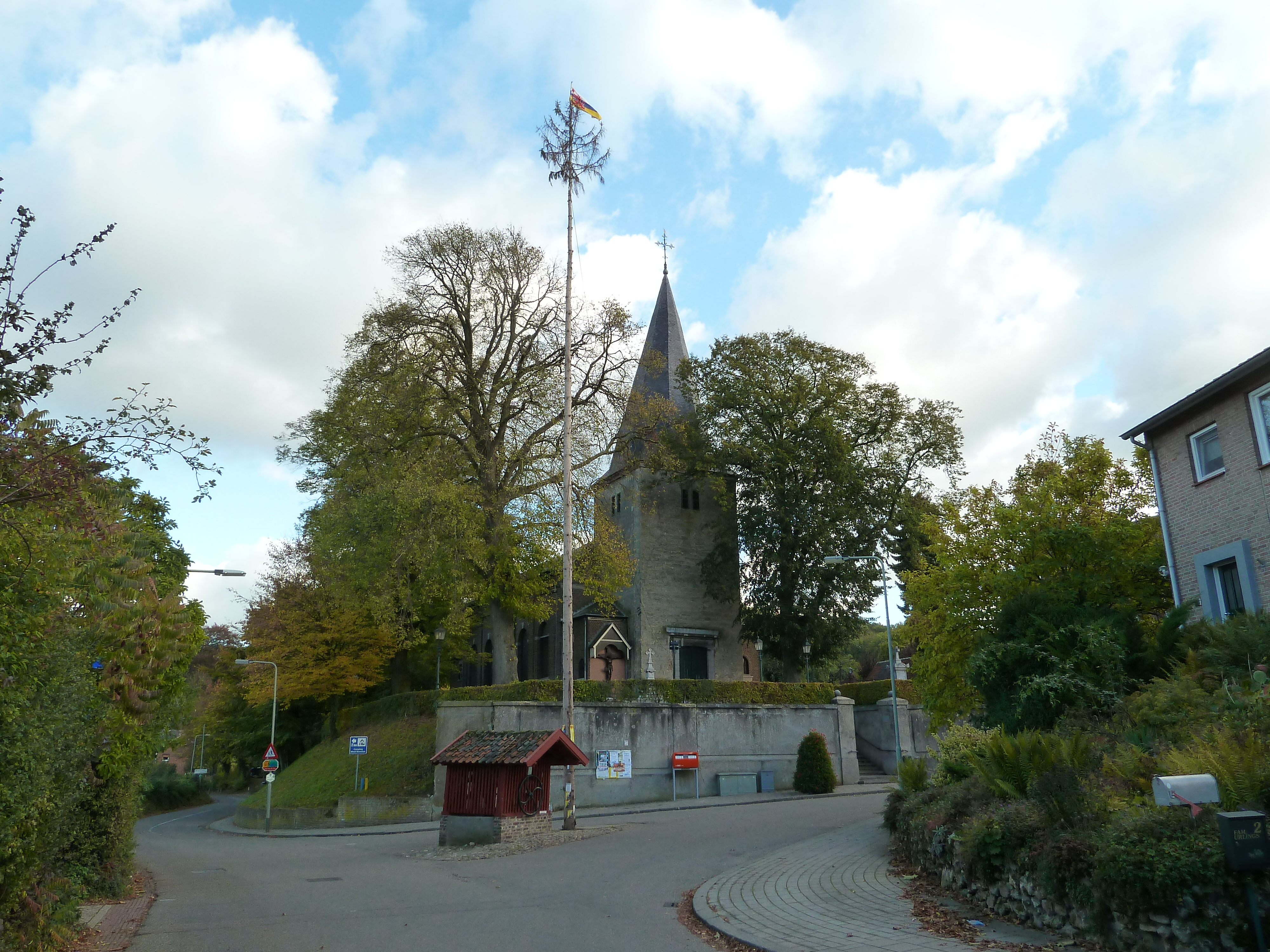
De kerk met kerkhof op de kerkberg in Bemelen

Een kerkheuvel of kerkberg is een heuvel waarop een kerkgebouw is gebouwd. Deze heuvel kan zijn opgeworpen of men heeft een natuurlijke hoogte gebruikt waarop men een kerk bouwde. 

## Kerken
Onder andere de volgende kerken zijn op een heuvel gebouwd en/of worden een kapelberg genoemd:
- In België:
  - Batsheers: Sint-Stefanuskerk
  - Berg: Sint-Martinuskerk
  - Borlo: Sint-Petruskerk
  - Diets-Heur: Sint-Cunibertuskerk aan de straat Kerkberg
  - Gruitrode: Sint-Gertrudiskerk
  - Henis: Sint-Hubertuskerk
  - Huldenberg: Onze-Lieve-Vrouwekerk
  - Loonbeek: Sint-Antoniuskerk
  - Montenaken: Sint-Martinuskerk
  - Neerijse: Sint-Pieter en Pauwelkerk
  - Rutten: Sint-Martinuskerk
  - Sint-Martens-Bodegem: Sint-Martinuskerk
  - Sint-Martens-Voeren: Sint-Martinuskerk
  - Sluizen: Sint-Servatiuskerk
  - Teuven: Sint-Pieterskerk
  - Thommen: Sint-Remacluskerk
  - Vreren: Sint-Medarduskerk

- In Nederland:
  - Amstenrade: Onze-Lieve-Vrouw Onbevlekt Ontvangenkerk
  - Asselt: Sint-Dionysiuskerk
  - Bemelen: Sint-Laurentiuskerk
  - Berg aan de Maas: Sint-Michaëlkerk
  - Bingelrade: Sint-Lambertuskerk
  - Boxtel: Sint-Petruskerk
  - Eckelrade: Sint-Bartholomeuskerk
  - Epen: Sint Paulus Bekering
  - Eygelshoven: Kleine Kerkje aan de straat Kerkberg
  - Eys: Sint-Agathakerk
  - Gronsveld: Sint-Martinuskerk
  - Heel: Sint-Stephanuskerk
  - Heerlen: Heilig Hartkerk
  - Heerlerheide: Sint-Corneliuskerk
  - Holset: H.H. Lambertus en Genovevakerk
  - Hulsberg: Sint-Clemenskerk met straat Kerkheuvel
  - Jabeek: Sint-Gertrudiskerk
  - Mechelen: Sint-Jan de Doperkerk
  - Nederhorst den Berg: Willibrorduskerk
  - Noorbeek: Sint-Brigidakerk
  - Noordwijk: Kerk van Noordwijk
  - Nuth: Sint-Bavokerk
  - Oud-Leusden: Kerk waarvan heden ten dage alleen de toren nog staat
  - Oud-Valkenburg: Johannes de Doperkerk
  - Scheulder: Sint-Barbarakerk
  - Schinnen: Sint-Dionysiuskerk
  - Schin op Geul: Sint-Mauritiuskerk
  - Sint Geertruid: Sint-Gertrudiskerk
  - Sint Odiliënberg: Basiliek van de H.H. Wiro, Plechelmus en Otgerus en Onze-Lieve-Vrouwekapel
  - Slenaken: Sint-Remigiuskerk
  - Thorn: Sint-Michaëlkerk aan de straat Kerkberg
  - Urmond: Terpkerk
  - Vaals: Hervormde kerk
  - Vaesrade: Sint-Servatiuskerk
  - Velden: Sint-Andreaskerk
  - Vlodrop: Sint-Martinuskerk
  - Waubach: Voormalige R.K. Kerk Waubach aan de straat Kerkberg
  - Wijlre: Sint-Gertrudiskerk
  - Wolvega: Kerk op de Hoogte

- In Duitsland:
  - Bedekaspel: Kerk van Bedekaspel
  - Berdum: Maria-Magdalenakerk

- In Engeland:
  - Bromham: St. Nicholas parish church

### Overige
Andere heuvels die deze naam dragen of droegen:
- Blaarthem: kerkheuvel afgegraven
- Heelsum: gemeentehuis op kerkheuvel
- Melick: de straat Kerkberg met kerkheuvel waar vroeger de Sint-Andreaskerk stond
- Oost-Finsterwolde: fundamenten kerk in heuvel gevonden